# Патера Пенея
Патера Пенея (лат. Peneus Patera) — це патера у квадранглі Noachis на планеті Марс. Вона розташована за координатами 58,1° пд. ш., та 307,5° зх. д.. Об'єкт отримав свою назву від деталі альбедо за координатами 48° пд. ш., 290° зх. д..

## Фестончастий рельєф
Патера Пенея має топографію, яку можна окреслити як «фестончастий рельєф». Такий рельєф являє собою депресії із фестончастими краями. Іноді такі депресії наче зростаються, з'єднуючись між собою. Ці поверхневі об'єкти трапляються приблизно на 55° північної та південної широт. Типові фестончасті улоговини мають пологий схил з боку екватора, та значно стрімкіший укіс з боку полюса. Така топографічна асиметрія спричинена, ймовірно, різницею інсоляції. Вважається, що фестончасті депресії формуються внаслідок усування підповерхневого матеріалу, ймовірно — льоду, який міститься в ґрунтових шарах, і виходить з ґрунту шляхом сублімації (переходу речовини безпосередньо із твердого в газоподібний стан, без проміжного стану рідини). Цілком можливо, що цей процес триває і досі.